# Katzenstein (Dischingen)
Katzenstein ist ein Teilort von Frickingen, einem Ortsteil der Gemeinde Dischingen im Landkreis Heidenheim in Baden-Württemberg.

## Lage
Der Weiler Katzenstein liegt etwa drei Kilometer nördlich des Mutterorts Dischingen. Der Ort besteht aus dem Unteren Weiler und dem Oberen Weiler. Der Untere Weiler liegt unterhalb der Burg im Tal des Katzensteiner Bachs, welches die Grenze zwischen dem Härtsfeld und der Ries-Alb bildet. Der Obere Weiler liegt oberhalb der Burg und befindet sich auf der Ries-Alb.

## Geschichte

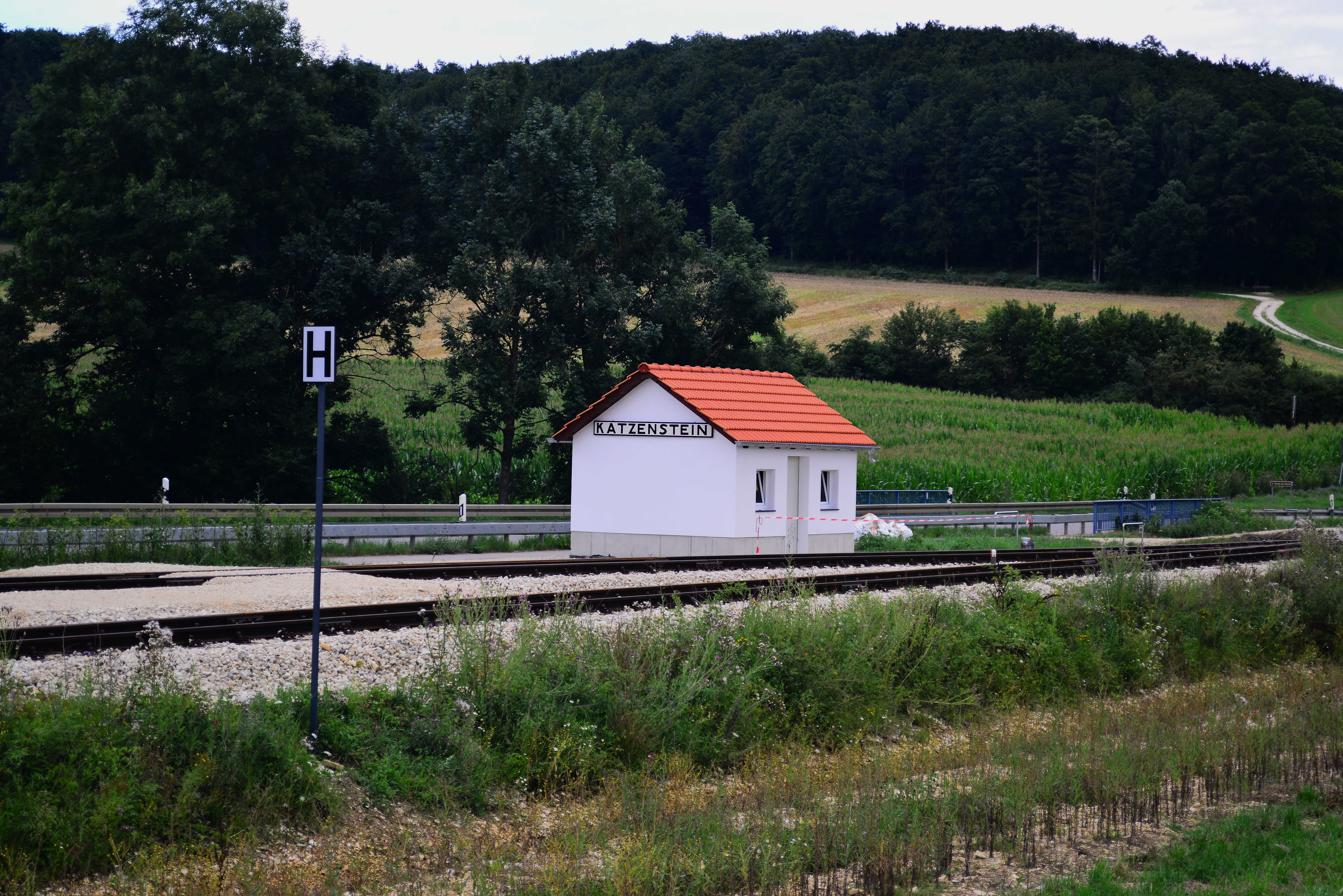
Wiederaufgebauter Bahnhof

### Römerzeit
Unweit östlich des Ortes lag eine Römerstraße, die die römischen Kastelle in Faimingen (Phoebiana) und Oberdorf (Opie) verband.

### Ab dem Mittelalter
Katzenstein entstand als Burgweiler an der Burg Katzenstein und teilt mit dieser auch die Geschichte.
Katzenstein war von 1901 bis 1972 mit der Härtsfeldbahn an das Bahnnetz angeschlossen. Im Zuge des Wiederaufbaus des Teilstücks Neresheim–Dischingen als Museumsbahn bekam auch Katzenstein seinen alten Bahnhof wieder. Dieser liegt jedoch, wie auch in früheren Zeiten, nicht direkt am Ort, sondern am Härtsfeldsee.